# François-Urbain Domergue
Pour les articles homonymes, voir Domergue.
François-Urbain Domergue, né à Aubagne le 24 mars 1745 et mort à Paris le 29 mai 1810, est un grammairien et journaliste français, membre de l'Académie française de 1803 à 1810.

## Biographie
Fils de Louis-André Domergue, apothicaire et consul d'Aubagne en 1739, il fait ses études à Aubagne, puis au collège des oratoriens de Marseille. Devenu instituteur à Lyon, il épouse le 24 février 1778 à Lyon Marguerite Caussade (1754-21 septembre 1789), fille d’un chirurgien et fait paraître la première édition de sa Grammaire françoise simplifiée en 1778. En 1784, il fonde le Journal de la Langue Françoise dont l'un des objectifs est de « combattre, par les préceptes et l'exemple, le néologisme qui s'introduisait déjà dans les lettres. » Le journal ne se vendant guère, Domergue s'établit en 1790 à Paris, où il fonde une Société des amateurs de la langue française. Il fait rééditer sa Grammaire simplifiée, collabore au Journal général du soir, de politique et de littérature et relance son Journal de la Langue Françoise. Nommé professeur de grammaire générale à l'École centrale des Quatre-Nations, il obtient ensuite la chaire des humanités au lycée Charlemagne. Il est élu membre de l'Académie française en 1803 et participe à la commission du Dictionnaire de l'Académie.

## Travaux
Surnommé « le grammairien patriote », François-Urbain Domergue a épousé, comme son frère Jean-Baptiste, maire d'Aubagne assassiné pendant la Terreur blanche, l'idéal jacobin consistant à œuvrer par tous les moyens pour l'unité linguistique, condition selon lui de l'unité nationale. Il annonce ainsi son programme dans le premier numéro du Journal de la Langue Françoise :

« Fonder sur une métaphysique claire un système de grammaire absolument neuf, sans prétendre donner l’exclusion à aucun autre ; répondre aux différentes questions sur la langue écrite ou parlée ; exercer une censure motivée, instructive ; donner une théorie succincte et lumineuse de tous les ouvrages de goût, soit en prose, soit en vers ; n’annoncer, n’analyser, ne recueillir que ceux qui portent l’empreinte du talent ; consacrer dans le langage des dieux tous les événemens moraux, physiques & politiques, dignes de l’attention des hommes : tel est le plan du Journal de la Langue Françoise. Puissent les amateurs de la première langue de l’Europe honorer de leur suffrage un journal que tous les gens de lettres sont suppliés d’embellir de leurs productions ! »

Lors de sa deuxième incarnation parisienne, son Journal a séduit nombre d'esprits patriotes et a remporté un certain succès. Sa méthode d'apprentissage grammatical, reprise et affinée dans plusieurs ouvrages successifs, témoigne d'un souci exemplaire de clarté. Ses idées sur la réforme et la purification de la langue n'ont connu toutefois qu'une vogue éphémère.

## Œuvres et publications
- Grammaire françoise simplifiée, ou Traité d'orthographe, avec des notes sur la prononciation et la syntaxe, des observations critiques et un nouvel essai de prosodie. (1778), lire en ligne sur Gallica et Texte intégral en ligne.
- Grammaire françoise simplifiée, Nouvelle édition. Durand, Paris (1782), Texte intégral.
- Mémorial du jeune orthographiste (1790).
- La Prononciation françoise déterminée par signes invariables, avec application à divers morceaux en prose et en vers, suivie de notions orthographiques et de la nomenclature des mots à difficultés, F. Barret, Paris (1796), lire en ligne sur Gallica.
- Grammaire générale analytique, (1798-99).
- Manuel des étrangers amateurs de la langue françoise, ouvrage contenant tout ce qui a rapport aux genres et à la prononciation, et dans lequel l'auteur a prosodié, avec des caractères dont il est l'inventeur, la traduction qu'il a faite en vers françois de cent cinquante distiques latins, des dix églogues de Virgile, de deux odes d'Horace, et quelques morceaux en prose de sa composition,  Guilleminet, Paris (1805), Texte intégral.
- Exercices orthographiques, où les faits précèdent les règles (1810)
- Journal de la langue française
- Mémoire sur la proposition
- Solutions grammaticales, Paris (1808), Texte intégral.